# Уайлдомар (град, Калифорния)
Уайлдомар (на английски: Wildomar) е град в окръг Ривърсайд, щата Калифорния, САЩ. Уайлдомар е с население от 27000 жители (2000) и обща площ от 61,3 km². Намира се на 387 m надморска височина. ЗИП кодовете му са 92595, а телефонният му код е 951.